# Сунуну, Джон Генри
Джон Генри Сунуну (англ. John Henry Sununu; 2 июля 1939, Гавана, Куба) — американский политик, член Республиканской партии. Губернатор штата Нью-Гэмпшир с 1983 по 1989 год и глава администрации президента США с 1989 по 1991 год. Отец сенатора Джона Эдварда Сунуну и губернатора штата Нью-Гэмпшир Криса Сунуну.

## Биография
Учился в Массачусетском технологическом институте (в 1961 стал бакалавром, в 1963 —магистром, в 1966 — доктором философии). С 1968 по 1973 год был заместителем декана Колледжа инженерии Университета Тафтса и адъюнкт-профессором машиностроения, входил в состав Палаты представителей Нью-Гэмпшира с 1973 по 1975 год.
Во время своего последнего срока на посту губернатора возглавлял Национальную ассоциацию губернаторов с 1987 по 1988 год. Сунуну был одним из ведущих политической программы Crossfire на CNN с 1992 по 1998 год.
Является американцем арабского происхождения. Получил премию за государственную службу в 2006 году от вдовствующей королевы Иордании Нур. Сунуну — православный ливанского происхождения.